# Nakamura Shun
Shun Nakamura (中村 駿 Nakamura Shun, sinh ngày 24 tháng 2 năm 1994) là một cầu thủ bóng đá người Nhật Bản. Anh thi đấu cho Thespakusatsu Gunma.

## Sự nghiệp
Shun Nakamura gia nhập câu lạc bộ tại J2 League Thespakusatsu Gunma năm 2016.

## Thống kê câu lạc bộ
Cập nhật đến ngày 20 tháng 2 năm 2018.
| Thành tích câu lạc bộ | Thành tích câu lạc bộ | Thành tích câu lạc bộ | Giải vô địch | Giải vô địch | Cúp                   | Cúp                   | Tổng cộng | Tổng cộng |
| Mùa giải              | Câu lạc bộ            | Giải vô địch          | Số trận      | Bàn thắng    | Số trận               | Bàn thắng             | Số trận   | Bàn thắng |
| Nhật Bản              | Nhật Bản              | Nhật Bản              | Giải vô địch | Giải vô địch | Cúp Hoàng đế Nhật Bản | Cúp Hoàng đế Nhật Bản | Tổng cộng | Tổng cộng |
| --------------------- | --------------------- | --------------------- | ------------ | ------------ | --------------------- | --------------------- | --------- | --------- |
| 2016                  | Thespakusatsu Gunma   | J2 League             | 34           | 4            | 2                     | 0                     | 36        | 4         |
| 2017                  | Montedio Yamagata     | J2 League             | 25           | 4            | 1                     | 0                     | 26        | 4         |
| Tổng                  | Tổng                  | Tổng                  | 59           | 8            | 3                     | 0                     | 62        | 8         |